# Барбекю в США

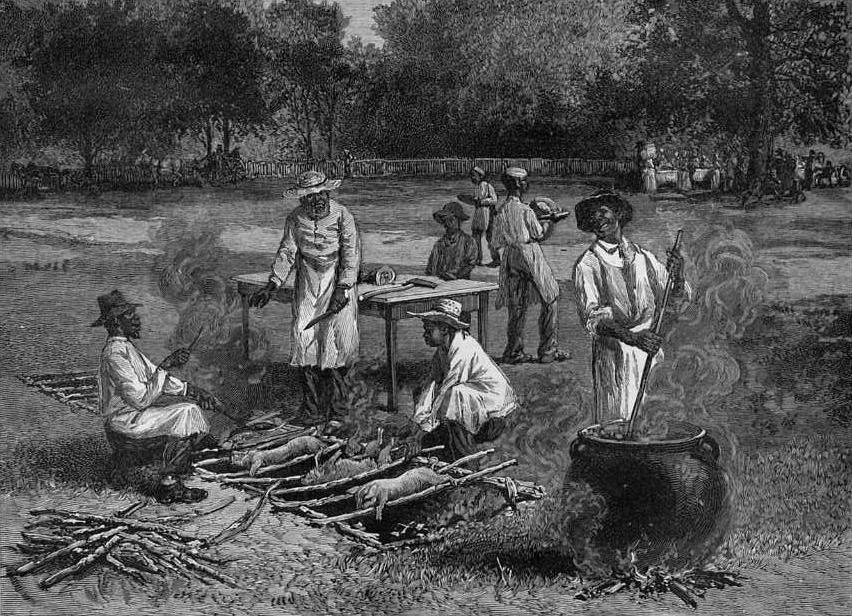
A Southern Barbecue, гравюра Хораса Брэдли, 1887 г.

Под термином «барбекю» в США подразумевается техника приготовления, предполагающая долгое томление мяса при низкой температуре с дымком от поленьев. Процесс приготовления проходит на открытом воздухе. Обычно, когда говорят о барбекю, имеют в виду гриль, а также специальное приспособление для жарки мяса. Такой вид готовки обеспечивают мясу особый копчёный вкус. Несмотря на то, что соус барбекю — это традиционный компонент или кулинарная добавка к блюду, в каждом стиле приготовления его трактуют по-разному.
Чаще всего приверженцы южного стиля позиционируют барбекю в качестве особой субкультуры, пропагандируемой между регионами и заключающейся в проведении конкурсов по приготовлению барбекю. Победитель в таких соревнованиях обязательно получает приз и особый титул, который принадлежит ему до следующего конкурса.
Слово «барбекю» в английском языке имеет два варианта написания «barbecue /barbeque» или «bbq».

## Приготовление барбекю в разных регионах
Происхождение американского барбекю своими корнями уходит в далекую колониальную эпоху. Первое упоминание о нём датировано 1672 годом. В 1769 году Джорджем Вашингтоном особо отмечено посещение такого барбекю в Александрии, штат Вирджиния.
Вместе с расширением страны на запад, вдоль Мексиканского залива, а также на север по берегам реки Миссисипи, барбекю начинает проникать и в эти регионы. В качестве «основного» региона барбекю выступает юго-восточный район США, то есть территория, которая граничит с Техасом и Оклахомой на западе, а также штатами Миссури, Кентукки и Вирджиния — на севере, с Мексиканским заливом — с южной стороны и с Атлантическим океаном — на востоке.
Однако барбекю удалось распространиться и вне данного региона. В 14 основных штатах расположено 70 из 100 топ-ресторанов. Это объясняет, почему принято считать, что местом рождения барбекю является юг, где повара длительное время занимались тем, что учились медленной жарке жёстких кусков мяса на решётках с целью сделать их нежнее.
За счёт такого медленного приготовления на углях, на самой поверхности мяса остаётся красная полоска. Именно там миоглобин мяса вступает в реакцию с монооксидом углерода углей, что обеспечивает мясу наличие копчёного вкуса, характерного для гриля.
Такое мясо готовят в местных гриль-ресторанах, возникших на месте местных баров. Например, «Rin joint», которые специализируются на приготовлении бифштексов. Это типичное заведение, где можно поесть барбекю. Многие подобные рестораны имеют нестандартный рабочий график. К примеру, они открыты до тех пор, пока все рёбрышки не будут проданы, либо могут закрыться на целый месяц, пока хозяин заведения находится в отпуске.
Несмотря на столь необычные особенности, в таких стейк-хаусах всегда есть посетители. Многие из них — постоянные. Барбекю ассоциируется с южной кухней из-за долгой истории и своеобразной «эволюции» в данном регионе.
Раннее употребление глагола «барбекю» произошло от испанского слова «barbacoa», которое переводится как «сохранение мяса за счёт его высушивания или медленной жарки». Такое значение намного ближе к современной интерпретации слова.
На сегодняшний день барбекю является элементом, олицетворяющим культурные идеалы общего отдыха, наряду с преданностью к конкретным местам. Такие идеалы крайне важны в историческом плане, в особенности в фермерских и пограничных регионах по всей южной территории, а также на территориях Среднего Запада, на которые было оказано огромное влияние с южной стороны. За счёт столь крепких культурных связей, которые существуют в данных регионах, барбекю удалось сыграть важную роль в кулинарных американских традициях.
Территории Среднего Запада также смогли разработать и дополнить американскую кухню собственными стилями приготовления барбекю. К примеру, в Канзасе барбекю может быть приготовлено из нескольких видов мяса с добавлением густых и сладких соусов, а также из стейков, сделанных из говяжьей грудинки.

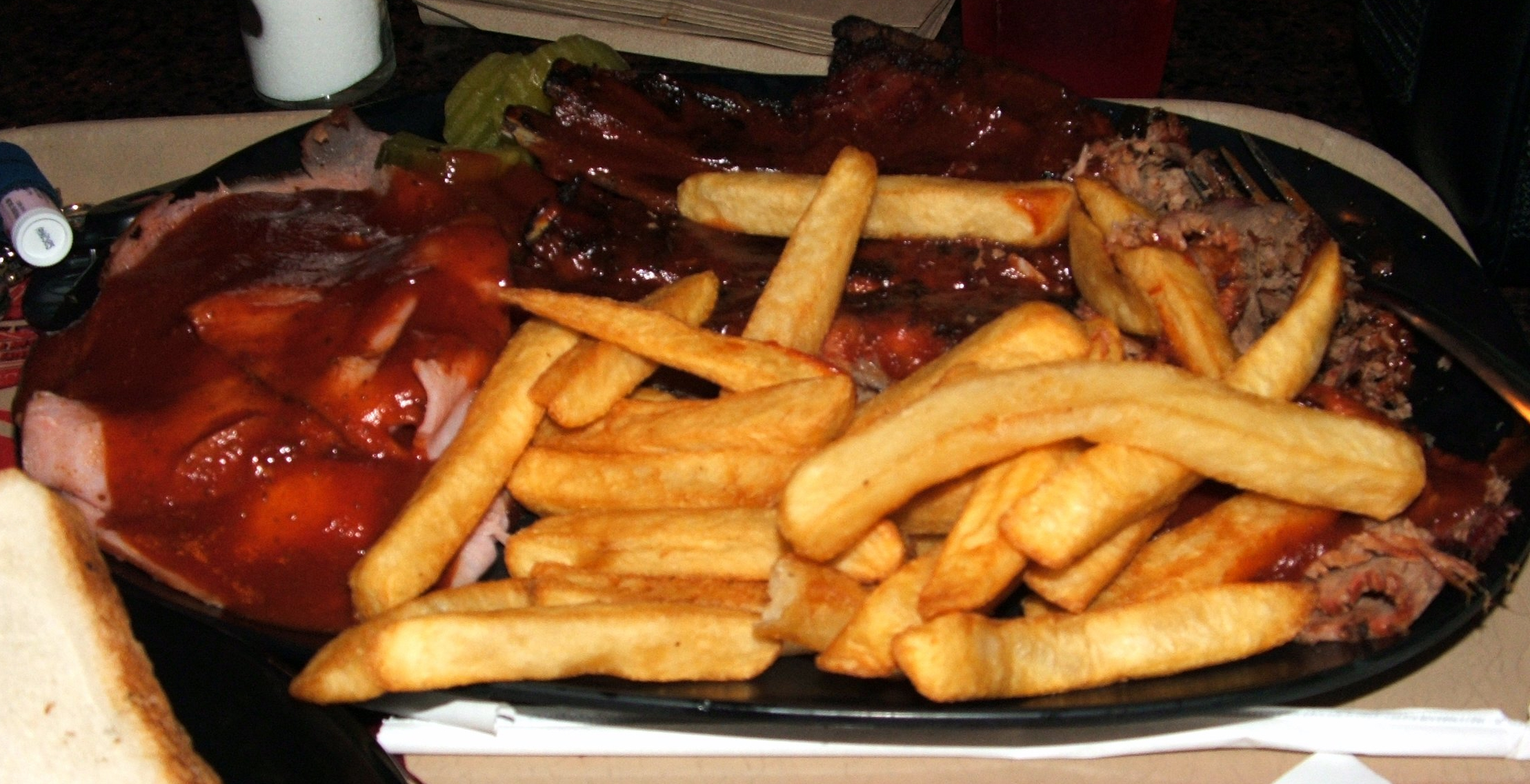
Барбекю в Канзасе

Гриль в Канзас-сити выступает в качестве своеобразного результата в истории региона. За счёт смешения различных техник в кулинарии в конце XIX века, в штате возник собственный стиль барбекю, отличный от всех остальных.
Особенностью Канзас-Сити и штата Миссури является ежегодное проведение фестиваля барбекю под названием «The World Series of Barbecue». В конце мая в Мемфисе каждый год проводится Чемпионат мира по барбекю. В каждом штате запланировано проведение своих собственных фестивалей, которые обычно проходят летом.
В Оклахоме сложилась традиция готовить барбекю-болонья из болонской колбасы.

## Традиции барбекю
Согласно традиции, основным ингредиентом блюда является мясо. Свиньи оказались в Америке вместе с исследователями из Испании и очень быстро одичали. Это стало причиной роста популярности использования такого мяса в приготовлении барбекю. Свиные рёбрышки пользуются успехом не меньше, чем свиные лопатки.
Основными техниками приготовления барбекю являются: горячее копчение и приготовление на углях. Под горячим копчением подразумевается приготовление мяса с использованием древесного огня. Делается это при температуре не менее 120—180 по Фаренгейту или при 42-89 С°.
Второй же способ приготовления (на углях) заключается в готовке не на открытом огне и при высокой температуре. Не следует путать эти два процесса с холодным копчением. Несмотря на то, что они намного быстрее последнего, иной раз приходится затрачивать до 18 часов, чтобы добиться идеального вкуса. За счёт длительности и медлительности данного способа приготовления мясо становится очень вкусным и нежным.
Важным компонентом приготовления несомненно является дым от углей, который пропитывает мясо ароматом древесины. Вид используемых поленьев будет очень сильно влиять на итоговый результат, ведь разные виды деревьев будут давать разный аромат.  Этим и объясняется различие вкуса барбекю в разных регионах страны.
Если в процессе приготовления использовались твердые древесные породы, например, гикори, меските, пекан, и разные виды дуба, то мясо будет обладать сильным копчёным запахом.
Если же использовались такие породы, как клён, ольха, фруктовые деревья, например, яблони, груша и вишня, то вкус мяса будет более сладковатым. Угли, которые обеспечивают более сильный аромат, обычно используются при приготовлении говядины и свинины. Более мягкие же подойдут к птице и рыбе.
В некоторых рецептах применяются более экзотические ингредиенты. К примеру, вино, которое способно добавить лёгкий сладкий привкус.
Последним и, во многих случаях, совершенно необязательным ингредиентом, выступает соус барбекю. Консистенция соуса варьируется от прозрачного до темного. Иногда используется и горчичный соус, который может быть как очень нежным, так и очень острым. Соус также применяется в качестве маринада перед приготовлением, либо добавляется уже в процессе или даже после. Иной раз подаётся непосредственно на стол во время еды. В качестве альтернативной формы соуса для барбекю может выступать сухой маринад, состоящий из специй и соли, которыми мясо натирается до приготовления.